# Catman (musicien)
Pour les articles homonymes, voir Catman.
Catman, de son vrai nom David Taieb , également connu sous le pseudonyme de DJ Shalom, est un musicien improvisateur , auteur, compositeur et plasticien français .

## Œuvre
Il réalise des disques ,,,,,, des livres ,,,, des vidéos  et des performances ,,,,.
Son style musical s'étend de la musique électronique à la musique expérimentale ,,.
Originaire de Paris, il a fondé le label Slackness , en 2001, cofondé le laboratoire transdisciplinaire La Maison Magasin , en 2008, ainsi que le label et maison de micro-édition Much Much More basé à Bruxelles en 2011.
Il est cofondateur des duos Shalark ,,, avec Guillaume Berroyer, Mozesli, SH 747 ,,, Radicant avec le guitariste Éric Löhrer, et membre du collectif Olympic Gramofon.
Il a notamment travaillé avec plusieurs artistes dont  -M- ,,,, Keziah Jones , Julien Lourau , Bumcello , Tryo ,,,, et Silmarils .
À la suite de l'attentat de Charlie Hebdo, David Taieb publie le livre K en hommage à sa psychanalyste Elsa Cayat ,.

## Discographie

### Albums
- 1996 : Olympic Gramofon (Label Bleu)
- 1998 : Mozesli (EMI Group)
- 2001 : Shalark - Some Of Them Don't (Slackness Records / Karat Records)
- 2003 : DJ Shalom (Slackness Records / Bleu Electric)
- 2007 : SH 747 - Brand New Times (Slackness Records)
- 2008 : DJ Shalom - Criminal Beats (Volume 1) (Slackness Records)
- 2009 : Urban Chill Out (Slackness Records)
- 2009 : DJ Shalom & Jeff Boudreaux - Criminal Beats (Volume 2) (Slackness Records)
- 2010 : DJ Shalom - I And I (Slackness Records)
- 2017 : Eric Löhrer & Catman - Dark Matters (Cezame Music Agency)

### Maxis / EP
- 1998 : Mozesli - Sunshine (EMI Group)
- 1999 : Mozesli - Love & Slackness (feat. Juan Rozoff) (EMI Group)
- 1999 : Mozesli - Minea (feat. Juan Rozoff) (EMI Group)
- 1999 : Shalark - Shalamark (Briff)
- 2001 : Shalark - Don't (Slackness Records / Karat Records)
- 2008 : Johnny Dollar - Jack's Religion (Slackness Records)
- 2015 : Catman - Liberation Song (Much Much More)
- 2016 : Catman - Dog Eat Dog (Much Much More)
- 2018 : Catman - Freaky Funk (Much Much More)

### Remixes et productions
- 1997 : Sinclair - L’épreuve du temps (Mozesli remix) (EMI Group)
- 1998 : Teri Moïse - Il sait (Mozesli remix) (EMI Group)
- 1998 : Julien Lourau - City boom boom (DJ Shalom Remix) (Warner)
- 1999 : Ark - Punkadelik (Shalark remix) (Pias)
- 1999 : Ark - Le magicien d’os (Shalark remix) (Pias)
- 2000 : Mr Oizo - Last night Shalark killed Oizo (Shalark remix) (F Communications)
- 2000 : Silver Apples — More GDM : Shalade (Shalark remix) (Tigersushi)
- 2004 : -M- Quand je vais chez L (Dj Shalom remix) (EMI Group)
- 2012 : Katherina Ex et Fantazio - A sonic meeting (Fantaztic Records)
- 2017 : Fantazio et Benjamin Colin {Monnaie de singe} - The wildest thoughts (Catman Remix) (! a N G R r !)

## Composition pour le théâtre et pour la danse
- 2001 : Berenice mis en scène par Frederic Fisbach et Bernardo Montet (Théâtre de la Bastille)
- 2006 : Quartett avec Michael Galasso, mis en scène par Bob Wilson (Théâtre de l'Odéon)
- 2009 : Shake that devil ! chorégraphié par  Alban Richard (Forum du Blanc Mesnil)
- 2011 : Dans le collimateur de Fantazio (TAP Scène nationale de Poitiers)
- 2012 : L'été en apesanteur avec Kitsou Dubois et Fantazio (Théâtre de la Cité Internationale)
- 2013 : Struggle avec Sebastien Martel & Dorothée Munyaneza (Théâtre des Bouffes du Nord)

## Ciné-concerts
- 2009 : Auditorium du Louvre (Paris)
- 2009 : Festival Les Nuits Secrètes
- 2009 : Festival Mediarte (Monterrey-Mexique)